# Championnats du monde d'escrime 2000
Navigation
Édition précédente Édition suivante
Les Championnats du monde d'escrime 2000 se sont tenus du 30 juin au 2 juillet à Budapest (Hongrie). En cette année olympique (Jeux olympiques de Sydney), seules les épreuves de sabre féminin sont disputées puisque non incluses au programme des Jeux.

## Résultats
| Épreuves                               | Or                                                              | Argent                                                                   | Bronze                                                                         |
| -------------------------------------- | --------------------------------------------------------------- | ------------------------------------------------------------------------ | ------------------------------------------------------------------------------ |
| Sabre                                  |                                                                 |                                                                          |                                                                                |
| Femmes individuel résultats détaillés  | Elena Jemayeva                                                  | Ilaria Bianco                                                            | Anne-Lise Touya Sandra Benad                                                   |
| Femmes par équipes résultats détaillés | États-Unis- Christine Becker - Nicole Mustilli - Mariel Zagunis | Italie- Ilaria Bianco - Gioia Marzocca - Alessia Tognolli - Anna Ferraro | France- Anne-Lise Touya - Cécile Argiolas - Ève Pouteil-Noble - Magali Carrier |

## Tableau des médailles
| Rang | Nation      | Or | Argent | Bronze | Total |
| ---- | ----------- | -- | ------ | ------ | ----- |
| 1    | Azerbaïdjan | 1  | 0      | 0      | 1     |
| 2    | États-Unis  | 1  | 0      | 0      | 1     |
| 3    | Italie      | 0  | 2      | 0      | 2     |
| 4    | France      | 0  | 0      | 2      | 2     |
| 5    | Allemagne   | 0  | 0      | 1      | 1     |